# Pandanus saint-johnii
Pandanus saint-johnii är en enhjärtbladig växtart som beskrevs av Benjamin Clemens Masterman Stone. Pandanus saint-johnii ingår i släktet Pandanus och familjen Pandanaceae. Inga underarter finns listade.